# Лушки залив
Лушки залив (рус. Лу́жская губа́, фин. Laukaanlahti) мања је и плитка заливска акваторија на истоку Финског залива Балтичког мора. Залив, који се у копно увлачи до дубине од 20 километара, налази се на ушћу реке Луге и цела његова акваторија административно припада Лењинградској области Руске Федерације.
Западна граница залива је Кургаљско полуострво (које га уједно раздваја од Нарвског залива), док је источна граница Сојкинско полуострво које га одваја од Копорског залива.
У Лушки залив се улива река Луга са својим рукавцем Вибјом, те речице Хаболовка и Лужица. На обали залива се налази велика морска лука Уст Луга.